# Sufflamen albicaudatum
Sufflamen albicaudatum là một loài cá biển thuộc chi Sufflamen trong họ Cá bò da. Loài này được mô tả lần đầu tiên vào năm 1829.

## Từ nguyên
Từ định danh albicaudatum được ghép bởi hai âm tiết trong tiếng Latinh: albus ("trắng") và caudatus ("ở đuôi"), hàm ý đề cập đến viền trắng xung quanh vây đuôi của loài cá này.

## Phạm vi phân bố và môi trường sống
S. albicaudatum được phân bố ở Biển Đỏ và từ vịnh Oman ngược lên phía bắc đến vịnh Ba Tư. Loài này sống trên nền đáy đá vụn thưa thớt các cụm san hô ở độ sâu khoảng 2–20 m.

## Mô tả
Chiều dài cơ thể lớn nhất được ghi nhận ở S. albicaudatum là 22 cm. Thân hình bầu dục, màu nâu xám. Dải cam dọc gốc vây lưng và vây hậu môn, các tia của hai vây này cũng màu đỏ cam. Dải trắng ở cuống đuôi và bao quanh phần rìa vây đuôi, phần đuôi còn lại màu vàng nâu. Ở sau mắt có một sọc mảnh màu vàng kéo dọc xuống trước gốc vây ngực. Dải xanh lam bao quanh mõm, lan rộng xuống cắm và ngực.